# Eddy Huntington
Edward Huntington (* 29. Oktober 1965 in Peterlee, Großbritannien) ist ein englischer Popsänger, der in der zweiten Hälfte der 1980er Jahre, während der Italo-Disco-Welle, zu kurzfristigem Erfolg kam. Sein größter Hit wurde 1986 U.S.S.R.

## Biografie
In der Schule nahm Edward Huntington Geigen- und Oboenunterricht, obwohl er kein Fan klassischer Musik war. Er liebte die Musik von Eurythmics und Phil Collins, aber ganz besonders von Cliff Richard.
Mit 18 Jahren verließ er sein Elternhaus, zog nach London und arbeitete als Dressman in den Pineapple Dance Studios. Dort wurde er vom italienischen Label Baby Records ausgewählt, den Titel U.S.S.R. zu singen, der 1986 einer der erfolgreichsten Italo-Disco-Hits werden sollte. In Deutschland platzierte sich das bei ZYX Music veröffentlichte Lied auf Platz 23, in der Schweiz sogar auf Position 6.
Bis 1990 veröffentlichte Eddy Huntington mehrere Singles, von denen lediglich Up & Down eine Hitparadennotierung in Deutschland erreichte. Danach verließ er das Musikgeschäft und wurde Lehrer. Er arbeitete an der Eldon Grove Primary School in Hartlepool und gab nebenbei Schauspiel- und Gesangsunterricht. Mit seiner Frau zog Huntington für 2 Jahre nach Thailand, um dort an der Bangkok Patana School zu lehren. Als sein jüngster Sohn geboren wurde, kam die Familie zurück nach England, wo er stellvertretender Leiter einer Grundschule wurde.
2005 kehrte der Brite für kurze Zeit auf die Bühne zurück. Er trat neben Chris Norman, Bonnie Tyler, Alphaville, Sabrina Salerno, Mike Mareen, Righeira, Savage und anderen Künstlern auf 80er-Jahre-Konzerten (Discoteka ’80s) in Moskau und Sankt Petersburg auf. 2009 war mit Love for Russia eine neue Single von Eddy Huntington im Handel.

## Diskografie

### Alben
- 1989: Bang Bang Baby

### Singles
- 1986: U. S. S. R.
- 1987: Up & Down
- 1987: Meet My Friend
- 1988: Physical Attraction
- 1988: May Day
- 1988: Bang Bang Baby
- 1989: Shock in My Heart
- 1990: Hey Senorita
- 2003: USSR 2003 (Beatbone feat. Eddy Huntington)
- 2009: Love for Russia
- 2010: Warsaw in the Night
- 2011: Honey, Honey!
- 2013: Rainy Day in May